# 23055 Barbjewett
23055 Barbjewett è un asteroide della fascia principale. Scoperto nel 1999, presenta un'orbita caratterizzata da un semiasse maggiore pari a 2,4156217 UA e da un'eccentricità di 0,1661665, inclinata di 2,50385° rispetto all'eclittica.